# Jeannie Cheatham
Jeannie Cheatham  (* 14. August 1937 in Akron, Ohio als Jean E. Evans) ist eine US-amerikanische R&B- und Jazzsängerin, Pianistin, Keyboarderin und Arrangeurin.

## Leben und Wirken
Jeannie Cheatham stammt aus einer musikalischen Familie, sang schon mit fünf Jahren im Gospelchor und absolvierte ab dem sechsten Lebensjahr eine klassische Klavierausbildung. Mit 15 Jahren wechselte sie zum Jazz. Ihren ersten professionellen Job hatte sie bei Big Mama Thornton. In den 1950er Jahren spielte sie in den Hausbands von Clubs und begleitete u. a. die Vokalisten Al Hibbler, Dakota Staton, Jimmy Rushing, T-Bone Walker, Dinah Washington, Jimmy Witherspoon und Joe Williams. 1961 heiratete sie den Posaunisten Jimmy Cheatham. Beide lebten dann in New York und Wisconsin, wo sie an der University of Wisconsin unterrichteten. 1978 zog das Paar nach San Diego.
1984 bildete Jeannie Cheatham mit ihrem Mann die Sweet Baby Blues Band (auch The Cheathams), die im Stil des Rhythm and Blues und des Kansas City Jazz spielten. Sie begann auch in der Band zu singen. Einer ihrer bekannten Titel war „Meet Me with Your Black Drawers On“. Jeannie Cheatham ging außerdem mit Cab Calloway auf Tournee. Sie trat auf internationalen Jazzfestivals wie in Nizza, dem North Sea Jazz Festival oder dem Monterey Jazz Festival auf.
Die Cheathams nahmen dann ab 1984 für Concord Jazz auf. Mitwirkende Musiker waren u. a. Snooky Young, Curtis Peagler, Red Callender, Plas Johnson, Frank Wess, Rickey Woodard, Eddie „Cleanhead“ Vinson, Hank Crawford, Eddie „Lockjaw“ Davis, Papa John Creach und Clarence „Gatemouth“ Brown. Jeannie Cheatham war 1990 Gast in Marian McPartlands Radiosendung Piano Jazz. 1993 wirkte sie auf George Lewis’ Album Changing with the Times mit. 2006 veröffentlichte sie ihre Autobiographie.
Jeannie Cheatham wurde mehrere Male mit den Kritikerpreisen von Down Beat und Jazz Times ausgezeichnet. Von 1984 bis 1991 erhielt sie den Popular Music Award der ASCAP.